# Teología secular
El campo de la teología secular es un subcampo de la teología liberal abogada por el obispo anglicano John A. T. Robinson, quien combina el secularismo con la teología.
Reconocido en los años 1960, fue influenciado por las ideas neo-ortodoxas (Teología dialéctica) de Dietrich Bonhoeffer y Harvey Cox y el existencialismo de Søren Kierkegaard y Paul Tillich.
La teología secular digiere movimientos modernos como la teología de la muerte de dios propugnada por Thomas J. J. Altizer o el existencialismo filosófico de Paul Tillich facilitando la introducción de estas ideas en el mainstream teológico haciendo tanto evaluaciones constructivas, como contribuciones a la corriente teológica mayoritaria.
John Shelby Spong aboga por una aproximación matizada a las escrituras (opuesto al embotado literalismo bíblico, en el otro extremo de la escala) enseñada por el estudio y la compasión, algo que, argumenta, puede ser consistente tanto con la tradición cristiana como con la comprensión contemporánea del universo.
La teología secular sostiene que el individuo cristiano en su ejercicio existencial, ya no necesita de la institución de la iglesia. Rechazan el concepto de Dios persona, argumentando que el teísmo ha perdido credibilidad como concepción válida de la naturaleza de Dios. Afirman el estatus de Jesús de Nazaret, la Cristología y la escatología cristiana como una mitología cristiana sin base en eventos históricos. Por último y a partir del libro "Sincero para con Dios", algunos teólogos seculares proponen el cristianismo ateo, reduciendo la fe a ser una religión del amor. 
El movimiento es principalmente respuesta a la insatisfacción con la tendencia cristiana a caer en el pardillismo al presentar ideas teológicas inusuales hoy aunque comunes hace 50 años. El movimiento también sugiere la legitimidad de la búsqueda de lo sagrado fuera de la iglesia; sugiere que la iglesia no tenía derechos exclusivos sobre la inspiración divina en sentido de que existe una fuerte revelación continua donde la verdad religiosa se encuentra en la poesía, la música, el arte o incluso en la calle.
Algunas otras religiones además del cristianismo han desarrollado teologías seculares y aplican estos conceptos nucleares en sus propias tradiciones. Algunos ejemplos notables han sido el judaísmo reconstruccionista de Mordecai Kaplan, quien entiende Dios y el universo de una manera concordante con el naturalismo de John Dewey.